# Bailleul (Nord)
Bailleul (niederländisch Belle) ist eine französische Gemeinde mit 14.734 Einwohnern (Stand: 1. Januar 2022) im Département Nord in der Region Hauts-de-France. Sie gehört zum Arrondissement Dunkerque und ist Mitglied im Gemeindeverband Cœur de Flandre Agglo. Das Bureau centralisateur des gleichnamigen Kantons befindet sich in Bailleul. Die Bewohner werden Bailleulois und Bailleuloises genannt.
Die Gemeinde erhielt 2023 die Auszeichnung „Drei Blumen“, die vom Conseil national des villes et villages fleuris (CNVVF) im Rahmen des jährlichen Wettbewerbs der blumengeschmückten Städte und Dörfer verliehen wird.

## Geografie

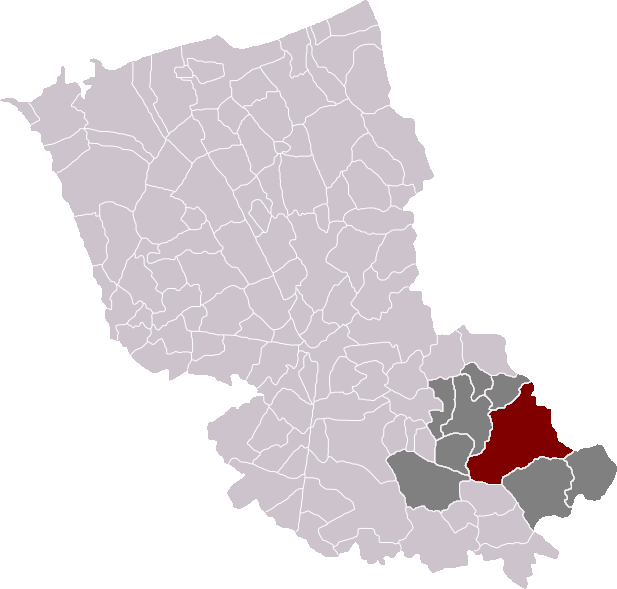
Lage von Bailleul im Arrondissement Dunkerque

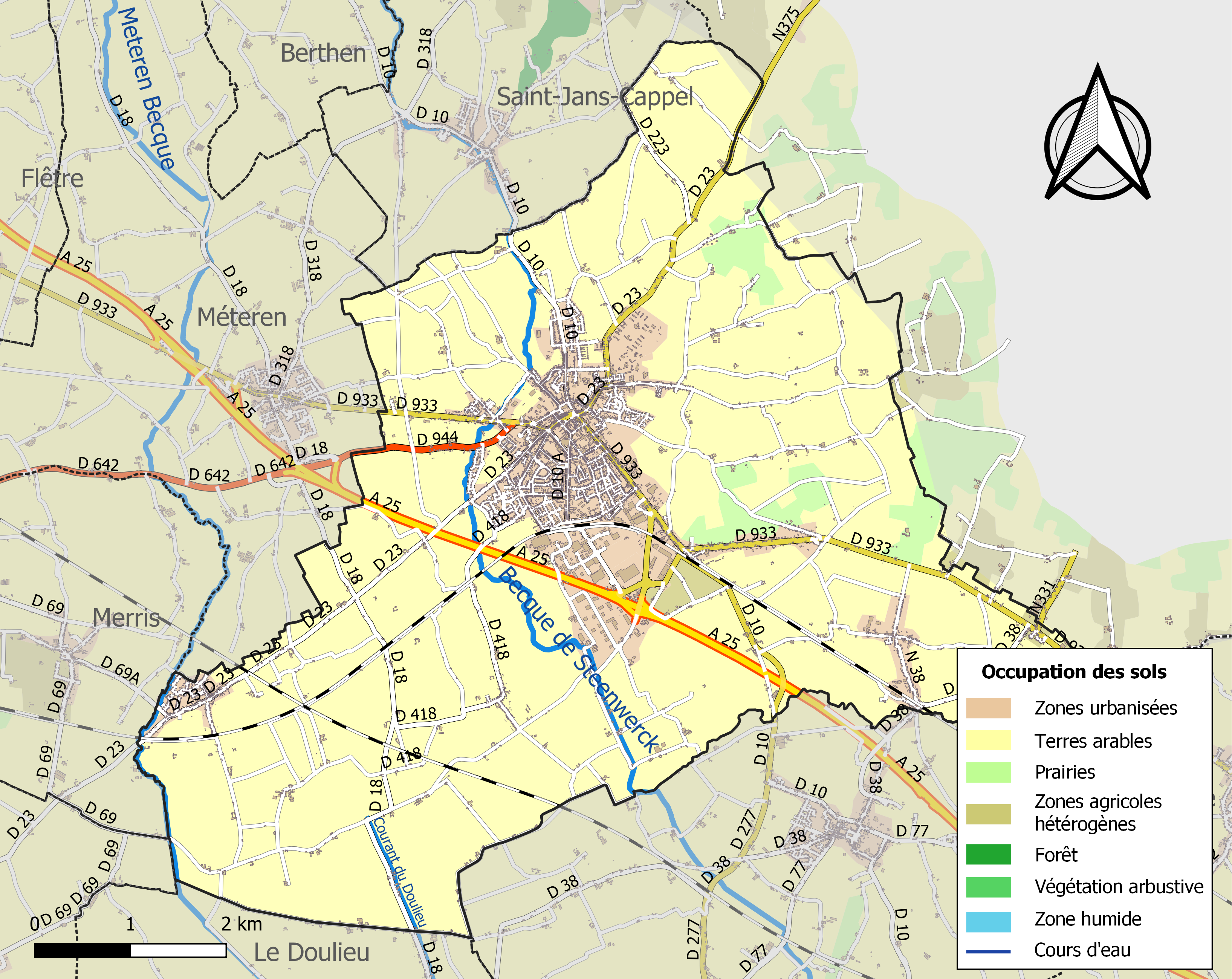
Bodennutzung, Hydrografie und Infrastruktur der Gemeinde (2018)

Bailleul liegt in Französisch-Flandern etwa 42 Kilometer südsüdöstlich von Dünkirchen an der Grenze zu Belgien. Die Gemeinde befindet sich in der Région naturelle Houtland südlich der Monts des Flandres. Das Gebiet der Gemeinde wird von den Flüsschen Douve, Meteren Becque, Dom Becque, Becque de Steenwerck, Becque de Ravensberg, Leuthe, Stil Becque, Serpentine Becque oder Grande Becque, Ruisseau du Leet und verschiedenen kleineren Wasserläufen entwässert. Die Stadt selbst liegt auf 44 m ü. M., und nebst der eigentlichen Stadt umfasst das 43,42 km² große Gemeindegebiet noch drei größere Weiler: La Crèche, Steent'je und Outtersteene. Die höchsten Erhebungen befinden sich im Norden und im Osten mit Höhen von 86 m bzw. über 70 m.
Ein Teil des Gebiets von Bailleul gehört zur ZNIEFF-Naturzone „Les prairies bocagères de Bailleul“ (310030042). 87 % der Fläche der Gemeinde werden landwirtschaftlich genutzt, der Anteil bebauter Fläche beträgt etwa 9 %, der Anteil an industriellen oder gewerblichen Flächen etwa 4 %, insbesondere durch die Gewerbegebiete La Blanche Maison und La Verte Rue südlich des Stadtzentrums (Stand: 2018).
Umgeben wird Bailleul von den acht Nachbargemeinden:
|                | Saint-Jans-Cappel                           | Heuvelland (Belgien) |
| Méteren Merris | Kompassrose, die auf Nachbargemeinden zeigt |                      |
| Vieux-Berquin  | Le Doulieu Steenwerck                       | Nieppe               |

## Geschichte
Bailleul scheint die älteste Stadt Flanderns zu sein, da ein erstes Dokument ihre Existenz im Jahr 837 bezeugt. Ab 1177 genehmigte Baudouin, der damalige Seigneur von Bailleul, ihr einen Belfried und eine Glocke.
Im Jahr 1213, am Vorabend der Schlacht von Bouvines, erzürnte Philipp II., König von Frankreich, den Grafen von Flandern, Ferdinand, der sich mit seinen englischen und deutschen Gegnern verbündete, und beauftragte seinem Sohn, den späteren Ludwig VIII., mit einer Strafexpedition. Bailleul brannte. Zwei Jahrhunderte später, im Jahr 1436, waren es englische Haudegen, die die Stadt nach ihrer Plünderung in Brand steckten.
1478 kehrten die Franzosen zurück. König Ludwig XI. ordnete seinen Truppen an, den Flamen den größtmöglichen Schaden zuzufügen, denn sie bekannten sich zu Maximilian, den neuen Ehemann ihrer Prinzessin Maria von Burgund. Bailleul wurde mit Feuer und Schwert verwüstet.
Im Jahr 1503, der ersten großen Unfallkatastrophe, fiel der Belfried selbst den Flammen zum Opfer. Es brannte erneut zusammen mit Hunderten anderer Gebäude, als 80 Jahre später die Geusen, calvinistische Aufständische, die Stadt verwüsteten.
1526 fiel Flandern durch den Vertrag von Madrid an die Spanischen Niederlande. Unter der Regierung von Philipp II. entstanden erste religiöse Probleme zwischen Flandern und Spanien.
Im 17. Jahrhundert war Flandern ein permanentes Schlachtfeld. Ludwig XIV. eroberte Flandern zurück. Dadurch fiel Bailleul 1678 wieder an Frankreich.
Mit dem Vertrag von Utrecht fiel Flandern und damit auch Bailleul 1713 an Österreich, bevor beide 1745 nach der Schlacht bei Fontenoy und dem Frieden von Aachen endgültig an Frankreich gelangten. Zahlreiche Brände prägten die Geschichte der Stadt.
Vom 17. bis zum 19. Jahrhundert entwickelte sich in Bailleul das Klöppelhandwerk (Klöppelmuseum „La Maison de la Dentelle“), eine Handwerkskunst, für die die Stadt auch heute noch weit über ihre Grenzen hinaus bekannt ist.
Im Ersten Weltkrieg war die Gegend um Bailleul zeitweise stark von den schweren Kämpfen betroffen, die sich deutsche und alliierte Truppen um die nahegelegene belgische Stadt Ypern lieferten. Als deutsche Gastruppen am 30. April 1916 auf einer Frontlänge von 3,2 km Chlorgas gegen die alliierten Truppen bei Wulverghem (Gemeinde Heuvelland, Belgien) einsetzten, erstreckte sich die entstehende giftige Gaswolke bis nach Bailleul. Bei der Kaiserschlacht in der Operation Georgette ab dem 13. April 1918 wurde Bailleul mit seinem alten flämischen Stadtkern zu mehr als 90 Prozent zerstört.

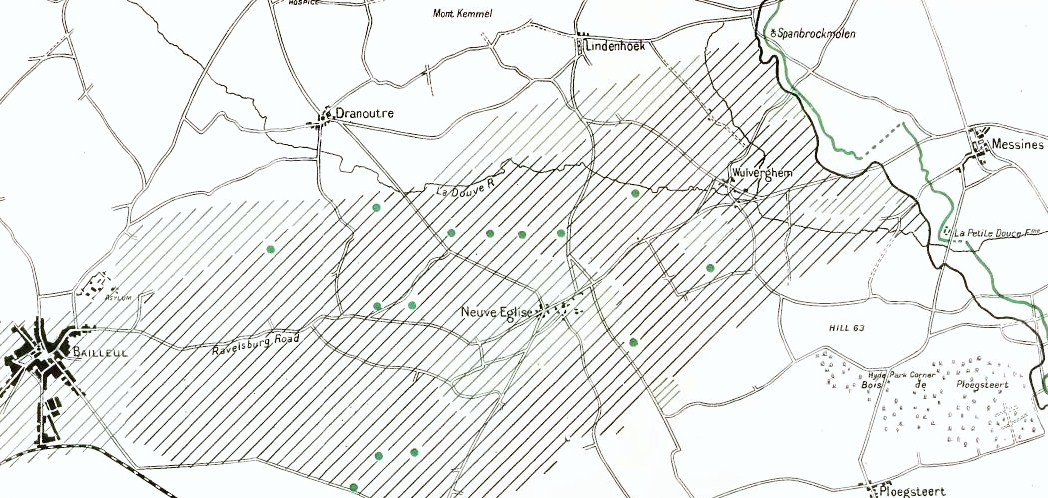
Karte des deutschen Gasangriffs vom 30. April 1916

Nach den schweren Zerstörungen des Ersten Weltkriegs wurde die Stadt im Laufe des 20. Jahrhunderts in neuflämischem Stil wiederaufgebaut. Ein typisches Beispiel für den in ganz Flandern verbreiteten Baustil ist das Rathaus von 1932 mit seinem Belfried.
Seit dem 13. Juli 2020 ist der ehemalige französische FIFA-Schiedsrichter Antony Gautier Bürgermeister von Bailleul.

## Bevölkerungsentwicklung
| Jahr                       | 1962   | 1968   | 1975   | 1982   | 1990   | 1999   | 2006   | 2013   | 2020   |
| Einwohner                  | 12.583 | 13.077 | 13.474 | 13.400 | 13.847 | 14.146 | 13.616 | 14.389 | 15.026 |
| Quellen: Cassini und INSEE |        |        |        |        |        |        |        |        |        |

## Sehenswürdigkeiten
- Rathaus und Belfried, nach den Zerstörungen des Ersten Weltkriegs neu errichtet, der bestehende Teil des Belfrieds ist seit 1922 als Monument historique klassifiziert, das gesamte Rathaus seit 2001 eingeschrieben
- Kirche Saint-Armand
- Kirche Saint-Vaast
- Kirche La Crêche, La-Nativité-Notre-Dame, 1922 neu errichtet nach den Zerstörungen des Ersten Weltkriegs
- Ehemaliger Justizpalast aus dem Jahre 1776, Fassade und Dach zum Place Plichon gerichtet seit 1969 als Monument historique eingeschrieben
- Reste der mittelalterlichen Erdhügelburg im Weiler Le Bois-de-Bailleul, seit 1979 als Monument historique eingeschrieben

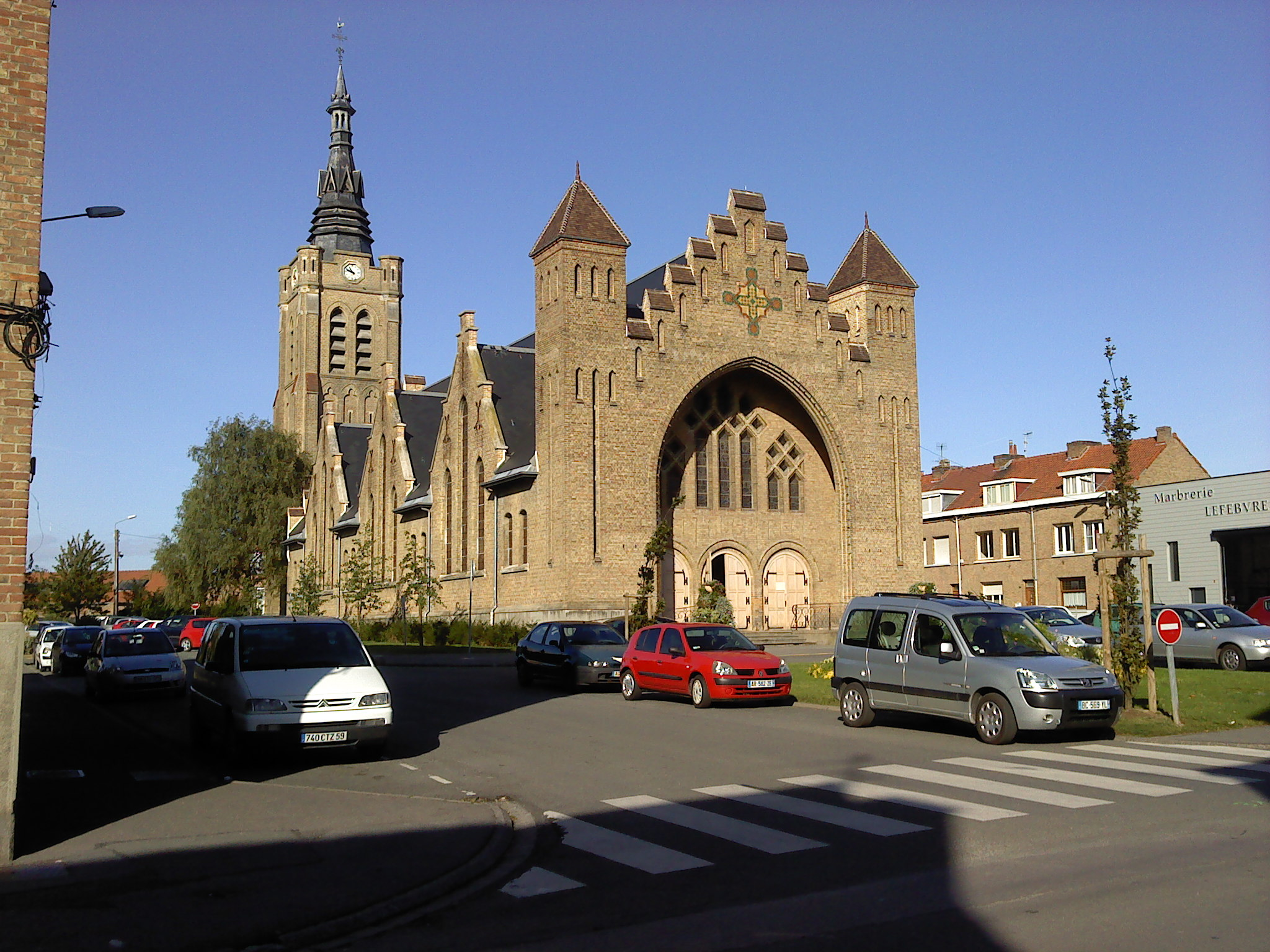
Kirche Saint-Armand
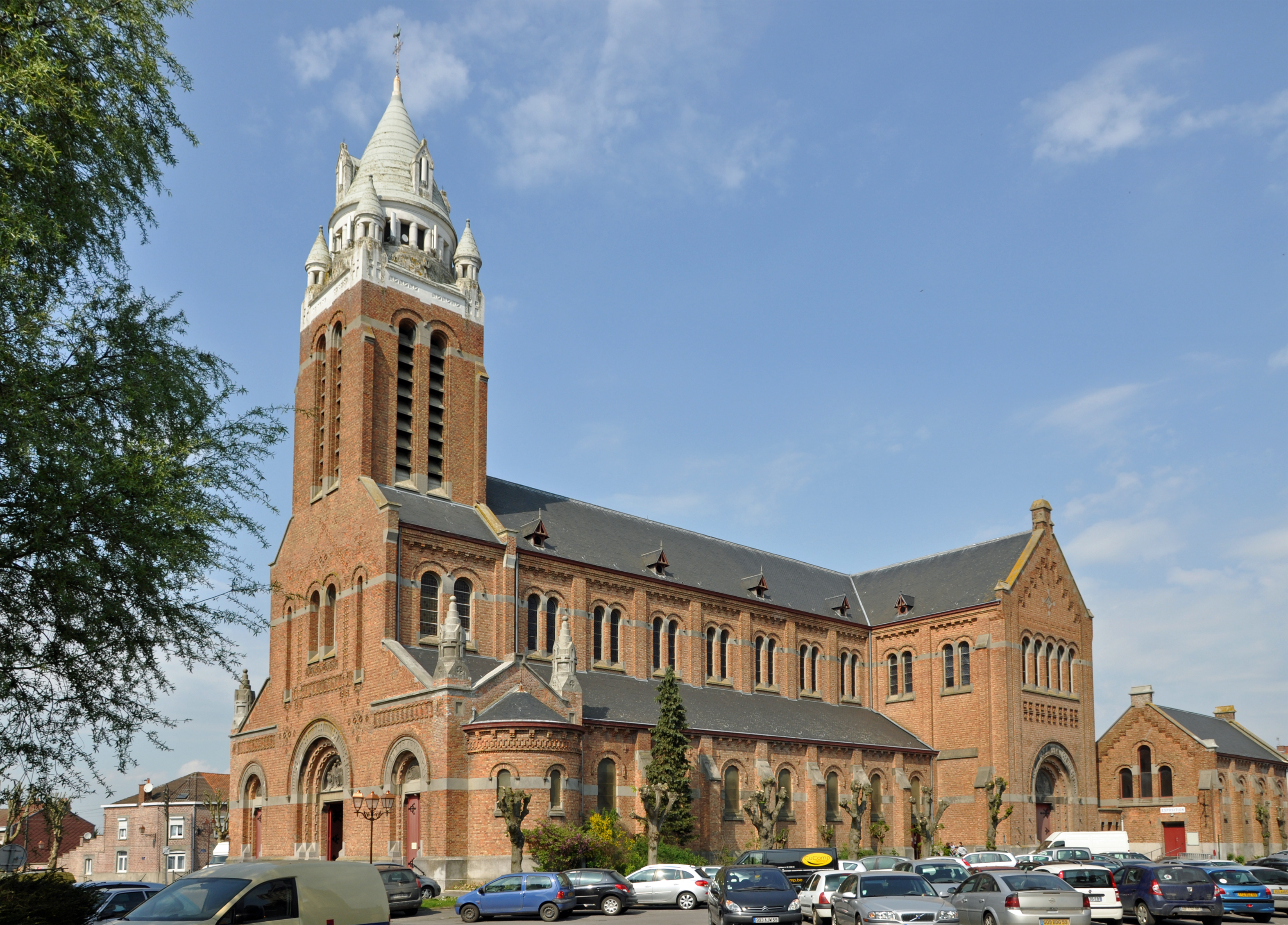
Kirche Saint-Vaast
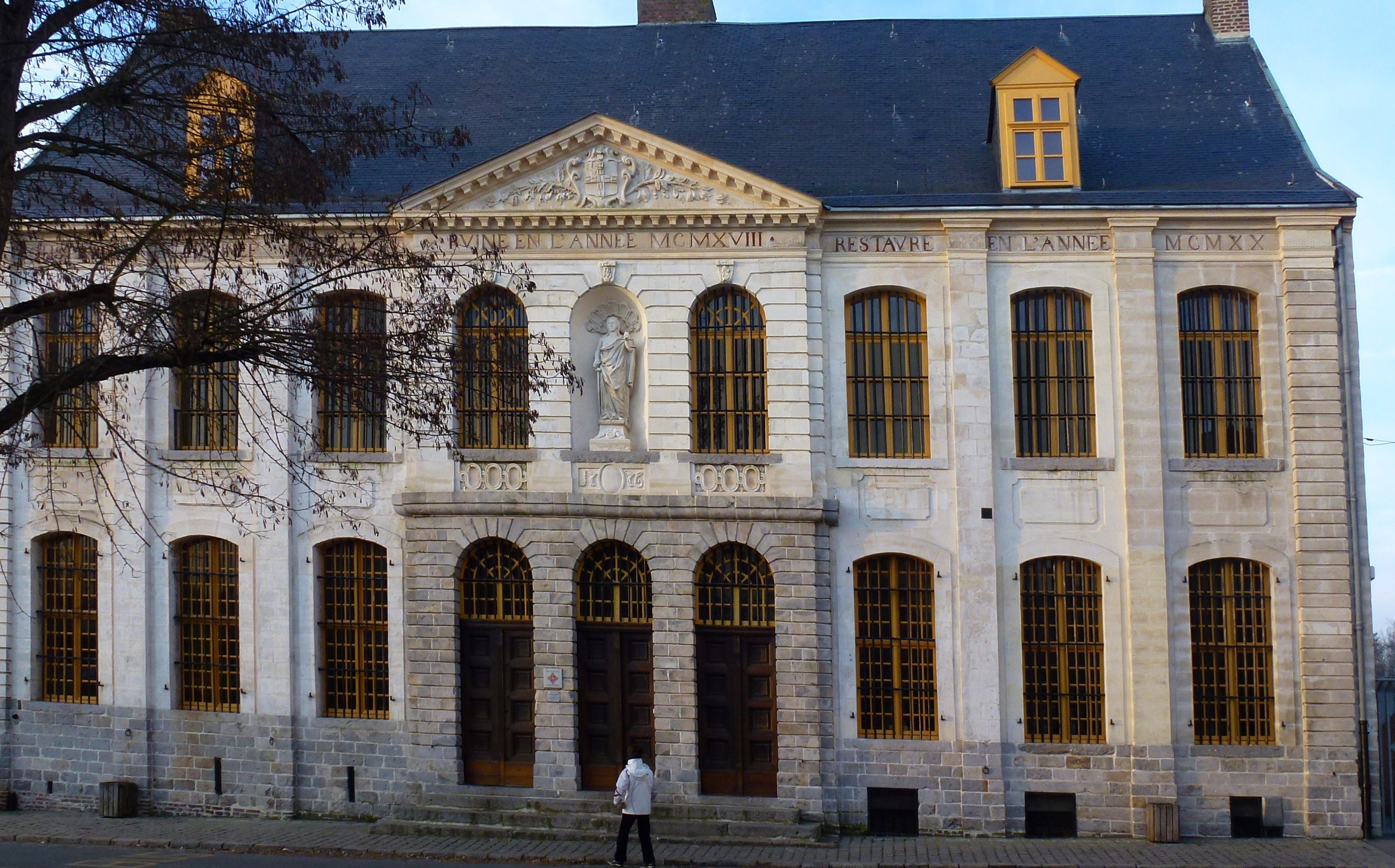
Justizpalast
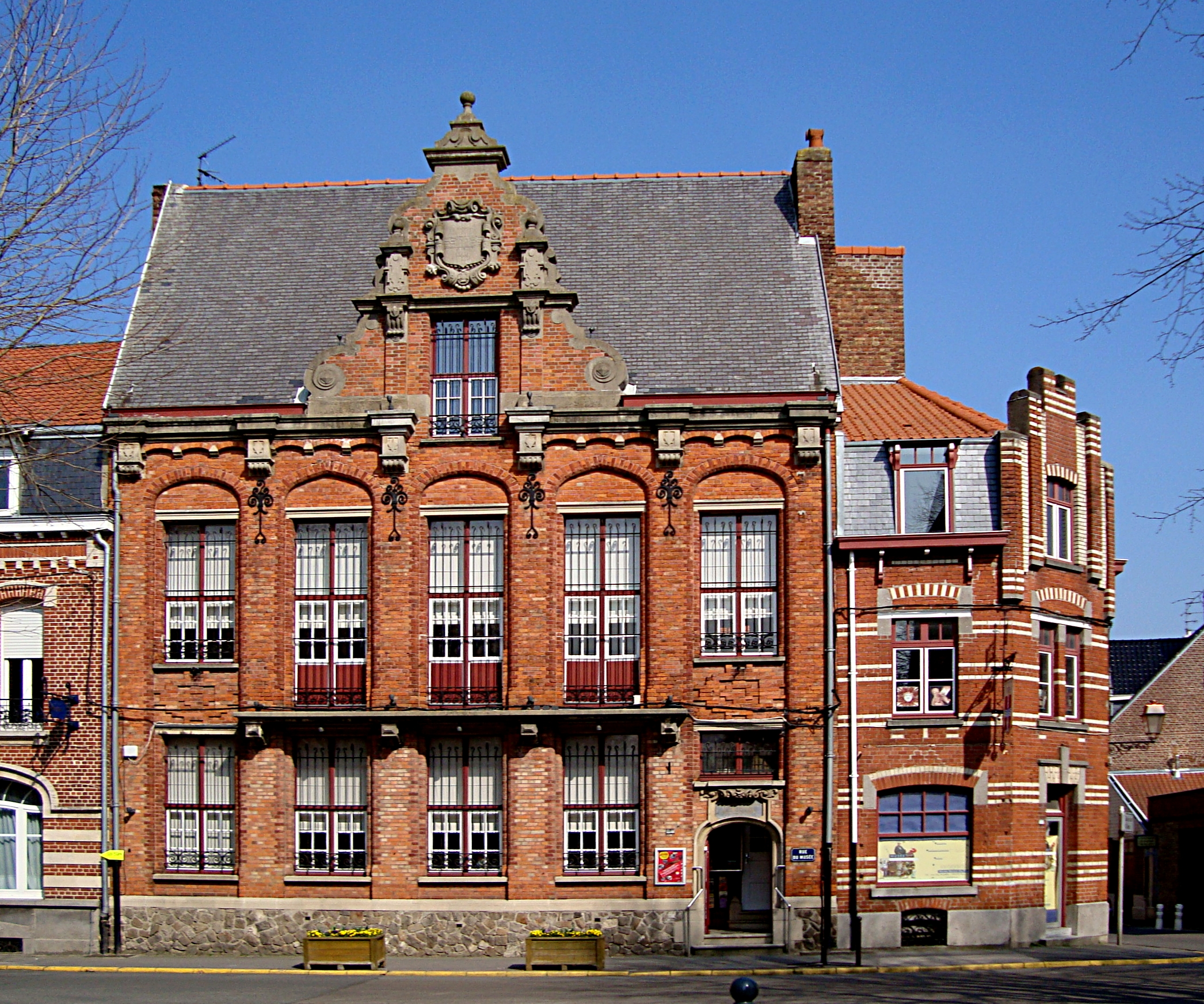
Museum
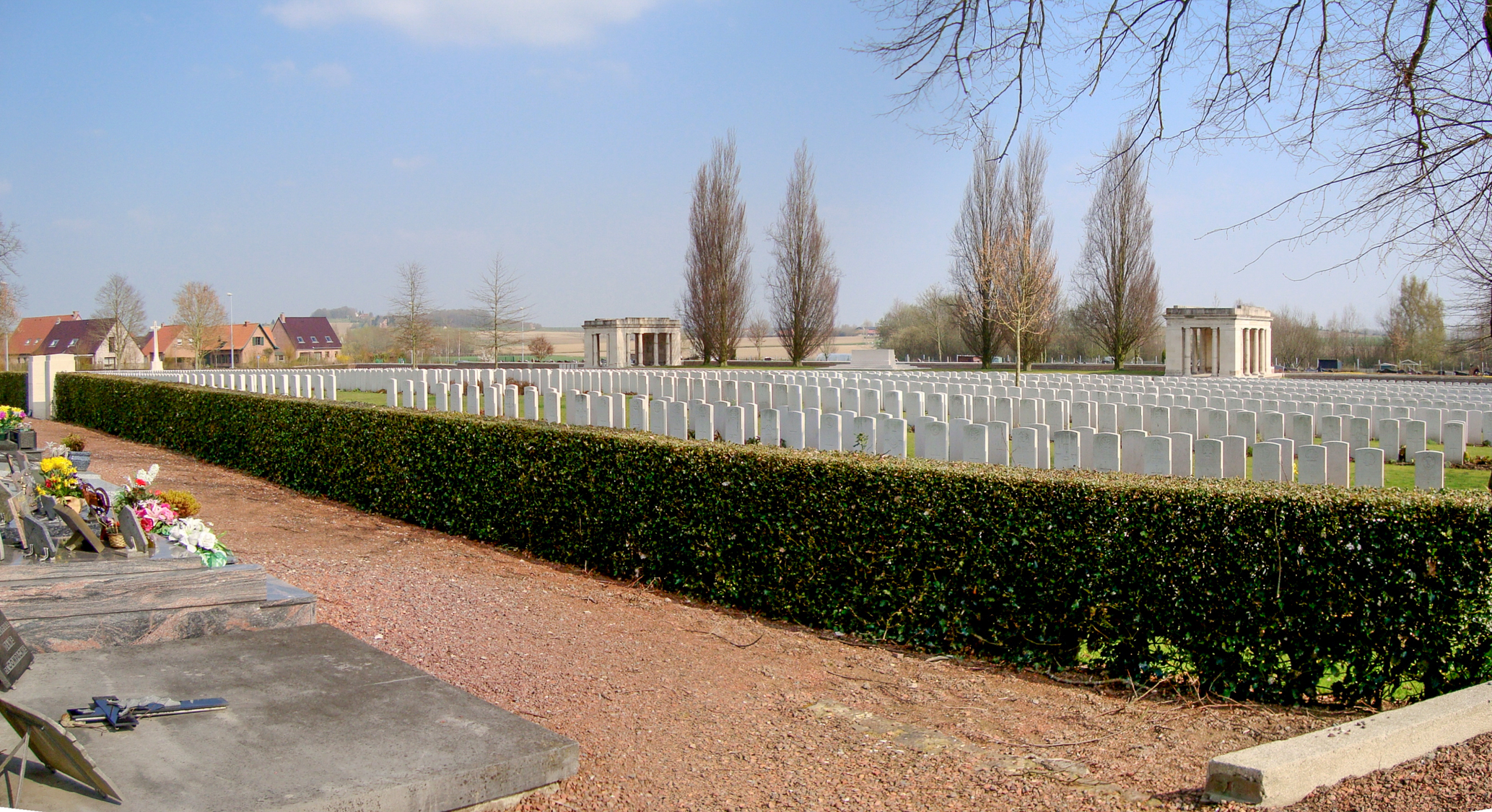
Commonwealth-Soldatenfriedhof
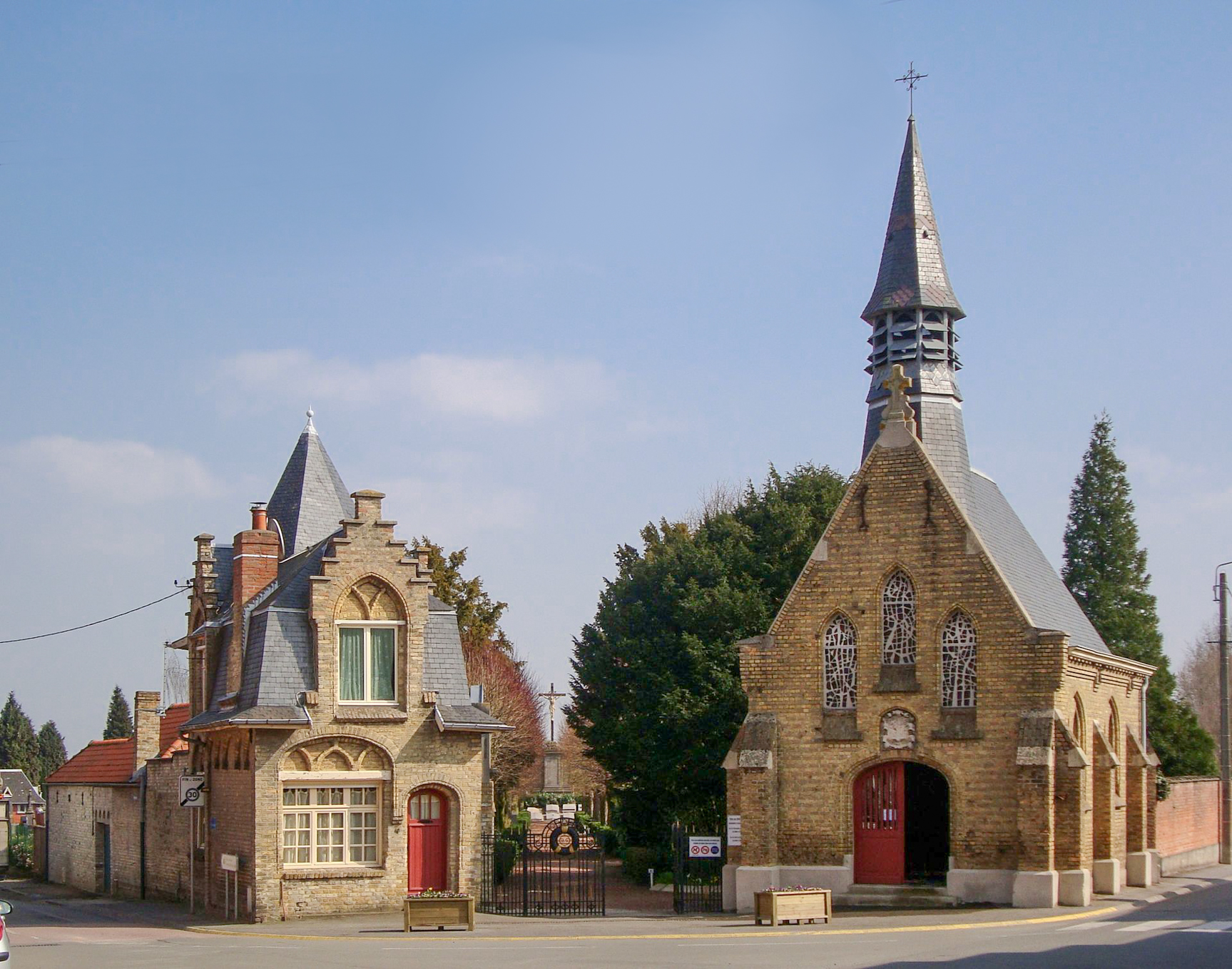
Kapelle am Eingang des Commonwealth-Soldatenfriedhofs
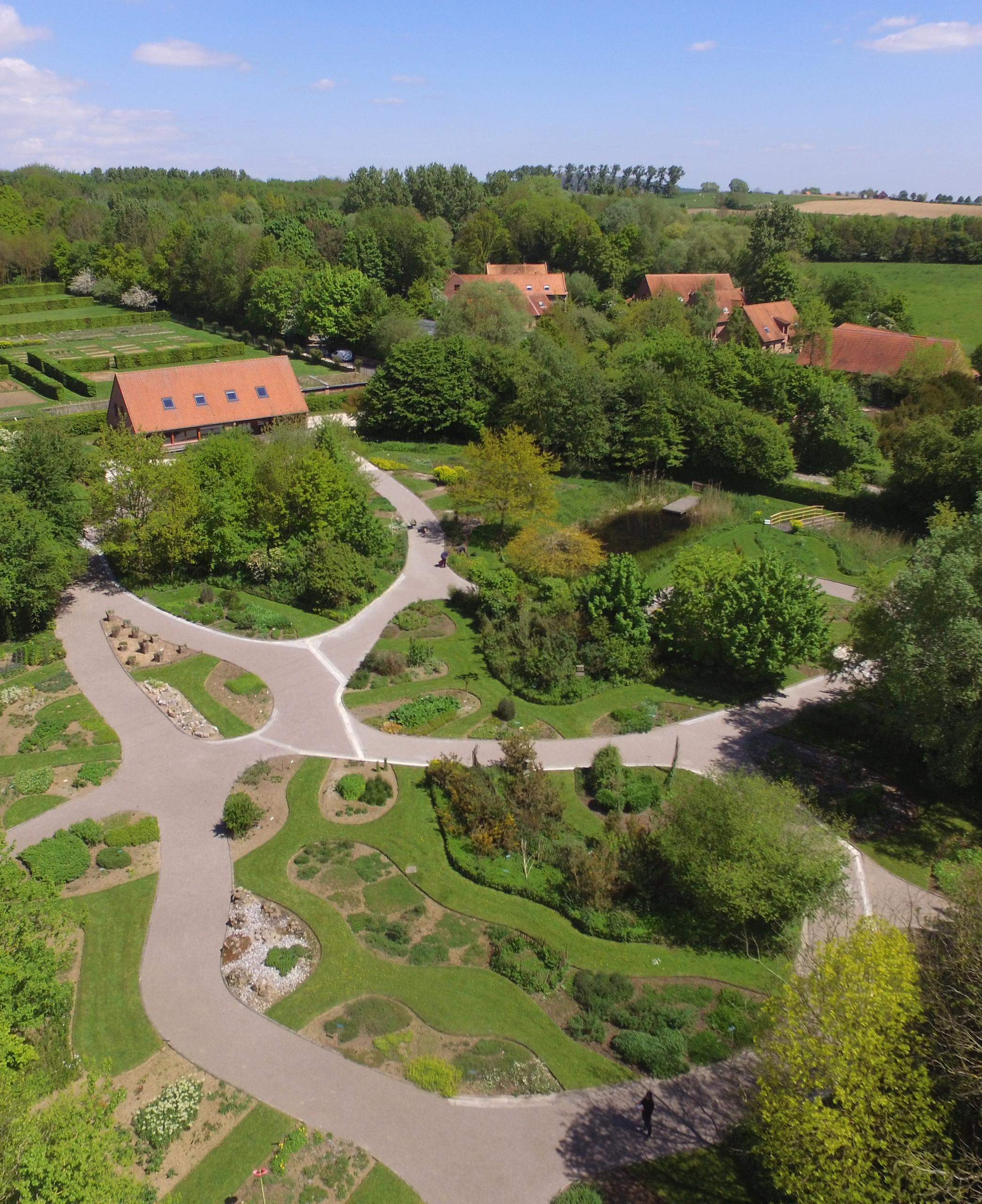
Botanisches Konservatorium

## Wirtschaft

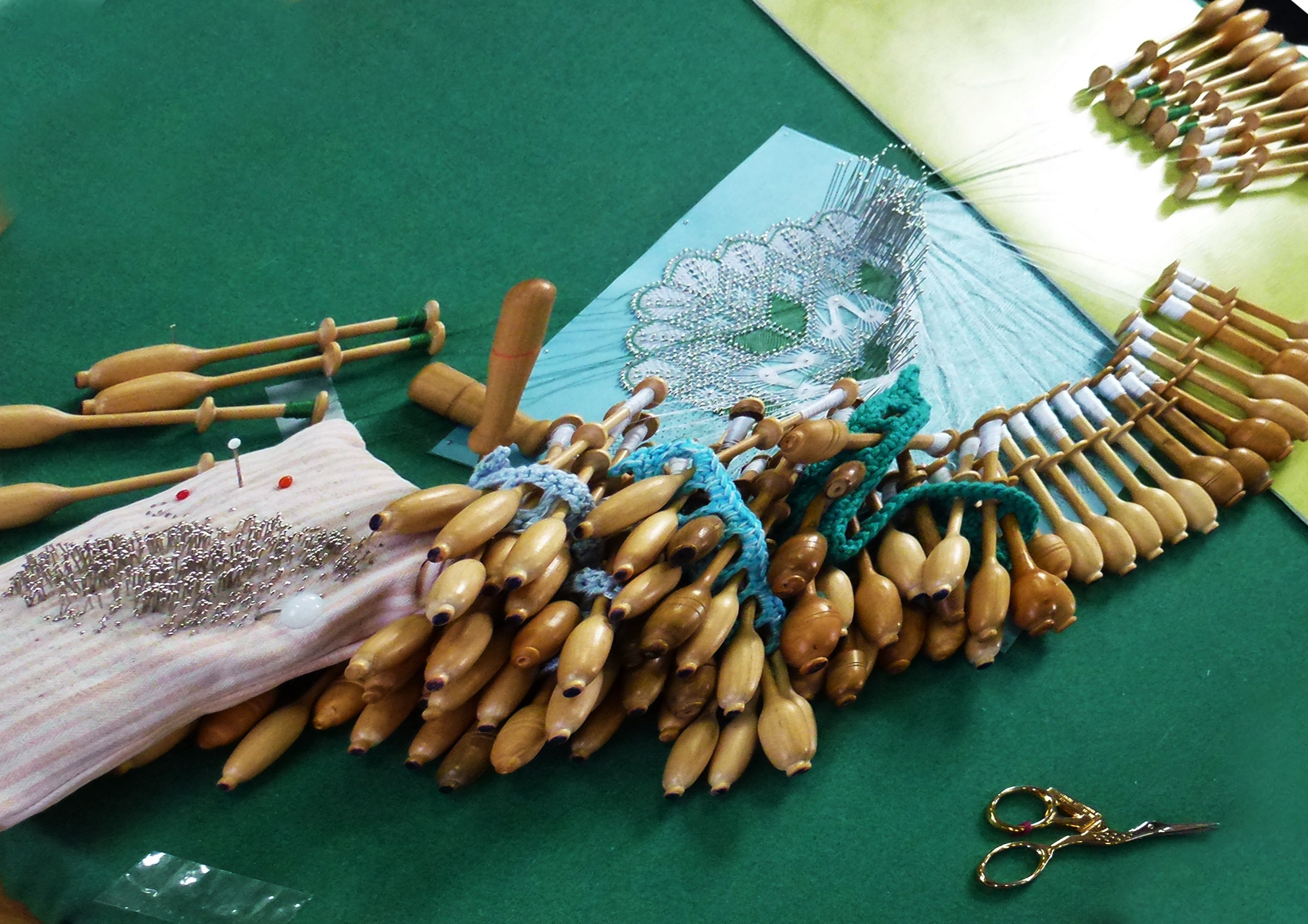
Klöppelarbeit aus der Klöppelakademie Bailleul

Das Ballungsgebiet um Lille, in dem Bailleul liegt, ist traditionell ein wichtiges Zentrum der Textilindustrie. Bereits im Mittelalter, vor allem vom 12. bis zum 14. Jahrhundert, war Bailleul sehr bekannt für seine Roten Tücher, die mit englischer Wolle hergestellt wurden. Ab dem 16. Jahrhundert wurde die Wolle mehr und mehr durch Leinen ersetzt, welches aus den Flachspflanzen in der Umgebung der Stadt kultiviert wurde. Infolgedessen erarbeitete sich die Stadt einen guten Ruf für die Herstellung von Spitze (18. und 19. Jahrhundert). 1664 wurde die erste Schule für das Erlernen des Klöppeln eröffnet.
Im Jahre 1789 gab es in der Stadt und in der Umgebung mehr als tausend sogenannte Dentellières (Spitzenklöpplerinnen). Der Erfolg dieser Handarbeit dauerte bis Mitte des 19. Jahrhunderts an, ehe sie von der neu aufkommenden Fabrikarbeit verdrängt wurde. Heute wird diese Handarbeit in Bailleul nur noch von wenigen Menschen als Kunsthandwerk praktiziert.
In der Stadt befindet sich eine Fabrik des Lebensmittelkonzerns Danone.

## Verkehr
Bailleul ist verkehrsmäßig gut erschlossen. Die Departementsstraße 944, die ehemalige Nationalstraße 344, führt von Boulogne-sur-Mer über Saint-Omer nach Bailleul und endet hier. Zudem liegt die Stadt an der Europastraße 42, die sich hier mit der Autoroute A25 mit zwei Anschlussstellen auf dem Gemeindegebiet deckt, die von Dünkirchen (Dunkerque) nach Lille führt.

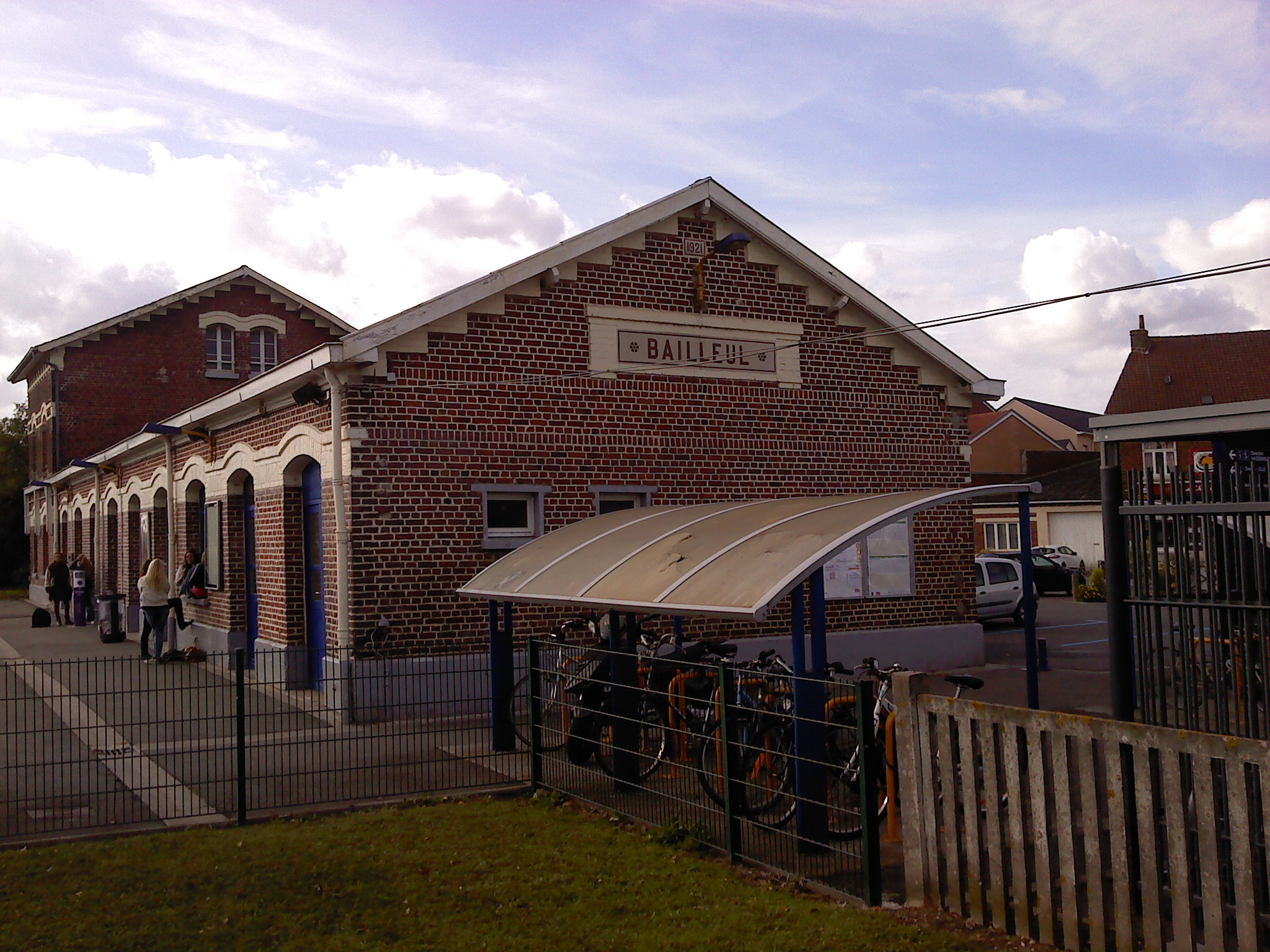
Bahnhof

Busse von vier Linien der Transportgesellschaft Arc-en-Ciel des Départements Nord bedienen Haltestellen in Bailleul und fahren u. a. nach Hazebrouck, Winnezeele, Godewaersvelde, Armentières, Steenwerck, Merville, La Gorgue und Estaires.
Die Eisenbahn-Schnellfahrstrecke LGV Nord von Paris zum Eurotunnel durchquert das südwestliche Gemeindegebiet ohne Haltepunkt. Bailleul besitzt einen Bahnhof, der von Zügen von drei Linien der TER Hauts-de-France bedient wird und die Gemeinde mit Calais, Dünkirchen, Hazebrouck sowie Lille verbindet.

## Persönlichkeiten
- Edmond de Coussemaker (1805–1876), französischer Musikologe und Jurist, in Bailleul geboren
- Philippe Édouard Léon Van Tieghem (1839–1914), Botaniker und Mykologe
- Marguerite Yourcenar (1903–1987), französische Schriftstellerin, Mitglied der Académie Française, Tochter des aus Bailleul gebürtigen Michel Cleenewerck de Crayencour
- Michel Delebarre (1946–2022), französischer Politiker der Parti socialiste
- Emmanuel Schotté (* 1958), französischer Schauspieler
- Séverine Caneele (* 1974), französische Schauspielerin, wuchs in Bailleul auf
- Antony Gautier (* 1977), französischer Fußballschiedsrichter und Politiker, Bürgermeister von Bailleul

## Städtepartnerschaften
- Werne, Deutschland (seit 28. September 1968)
- Izegem, Belgien
- Hawick, Schottland
- Kyritz (Deutschland, Brandenburg)
- Wałcz (Polen, Westpommern)
- Das Dorf Yaka in der Region Kara in Togo wird von Bailleul unterstützt.

Die Städte Bailleul, Kyritz, Wałcz und Werne haben alle untereinander mit den jeweils anderen Partnerschaften abgeschlossen.